# Giovanni Franzoni
Giovanni Battista Franzoni, al secolo Mario Franzoni, più noto come dom Franzoni (Varna, 8 novembre 1928 – Canneto Sabino, 13 luglio 2017), è stato un teologo e scrittore italiano.

## Biografia
Nato a Varna, in Bulgaria, dove i genitori si erano stabiliti per motivi di lavoro, tornò in Italia e trascorse la propria adolescenza a Firenze. Franzoni venne poi ammesso all'Almo collegio Capranica di Roma e iniziò la formazione al sacerdozio, nell'ordine benedettino, compiendo gli studi teologici presso il Pontificio Ateneo Sant'Anselmo. Fu ordinato sacerdote nel 1955 ed iniziò ad insegnare storia e filosofia nel collegio dell'abbazia benedettina di Farfa, dove brillantemente si fece apprezzare per l'intelligenza e il carisma. Nel marzo 1964 fu eletto abate dell'abbazia di San Paolo fuori le mura a Roma e, in tale veste, partecipò alle ultime due sessioni del Concilio Vaticano II, risultando il più giovane tra i padri conciliari.
In quegli anni, le sue posizioni si andarono radicalizzando: avviò l'esperienza della comunità cristiana di base di San Paolo, in cui si voleva coniugare l'ascolto del Vangelo con la lettura delle situazioni politiche ed ecclesiali e le antitetiche prese di posizione in senso progressista e marxista. Altre scelte di rottura, come l'opposizione al concordato tra Stato e Chiesa, la solidarietà con le lotte studentesche e quelle operaie dell'autunno caldo, e la condanna degli Americani nella guerra in Vietnam gli procurarono forti critiche, come quella di Indro Montanelli, che lo apostrofò come «l’abate che piange con un occhio solo», per bollare il suo silenzio sulla repressione e i crimini dei regimi comunisti. La contrarietà della Santa Sede a tali sparate giunse infine a sollecitarlo a dimettersi dalla carica di abate, il 12 luglio 1973, pochi giorni dopo aver pubblicato la lettera pastorale La terra è di Dio. L'episodio decisivo fu l'aperta critica, espressa da alcuni membri della comunità cristiana di base, verso le operazioni finanziarie compiute dallo IOR che, nella primavera del 1973, ricevettero la ferma deplorazione del sistema bancario internazionale.
(dal corsivo di Fortebraccio, Dalla parte di lor signori, l'Unità, 25 giugno 1972)
Nel 1974, in pieno contrasto con il Magistero, prese posizione per la libertà di voto dei cattolici al referendum sul divorzio, definendolo «un bisturi necessario» ed arrivando ad affermare che il matrimonio non poteva essere un sacramento per i non cattolici. Seguirono forti critiche dalle gerarchie ecclesiastiche, non meno che dagli esponenti politici della Democrazia Cristiana e la mediazione di Mario Agnes, presidente dell'Azione cattolica, oltre al sostegno espresso da David Maria Turoldo, Ernesto Balducci e Carlo Carretto, non bastarono ad evitare la sospensione a divinis di Franzoni. Il 2 agosto 1976, dopo il suo dichiarato appoggio al PCI durante la 
campagna elettorale di quello stesso anno, fu dimesso dallo stato clericale.
Da allora, continuò la sua attività di animatore laico della comunità di San Paolo e del coordinamento nazionale delle comunità cristiane di base, cui affianca una feconda attività di riflessione in campo ecumenico e solidale in chiave politica, anche collaborando con la rivista "Confronti", da lui fondata nel 1973 con il nome di "Com-Nuovi Tempi". Fu uno dei protagonisti del dialogo dei cristiani col mondo marxista e con i movimenti di liberazione in America Latina e fu impegnato nel movimento per la pace, fino alla fondazione dell'associazione "Amicizia Italia-Iraq - L'Iraq agli iracheni" (2003).
Nel 1991 si sposò con Yukiko Ueno, una giornalista giapponese seguace del gruppo Soka Gakkai, conosciuta in Nicaragua alla fine degli anni Ottanta. Il matrimonio fu celebrato, con rito civile, presso l'ambasciata italiana a Tokyo.
Diventò socio onorario dell'associazione Libera Uscita per la depenalizzazione dell'eutanasia, dopo aver assunto una posizione critica e contraria alla dottrina ufficiale cattolica sul caso di Eluana Englaro: dichiarò che quella della ragazza poteva definirsi "non più vita, ma tortura". Alle elezioni politiche del 2006 votò per il Partito dei Comunisti Italiani e alle europee del 2009 concesse la sua preferenza alla Lista Anticapitalista.
Morì il 13 luglio 2017, all'età di 88 anni.

## Opere
- La terra è di Dio. Lettera pastorale, Roma, COM, 1973; Roma, Com nuovi tempi, 2003.
- Il mio regno non è di questo mondo. Una risposta alla notificazione della CEI sul Referendum, Roma, COM, 1974.
- Omelie a San Paolo fuori le Mura, Milano, A. Mondadori, 1974.
- Le comunità di base. Per la riappropriazione della parola di Dio, dei gesti sacramentali, dei ministeri, dell'autonomia politica dei credenti, Genova, Lanterna, 1975.
- Tra la gente, Roma, CNT, 1976.
- Il posto della fede, Roma, Coines, 1977.
- Il diavolo, mio fratello, Soveria Mannelli, Rubbettino, 1986.
- Le tentazioni di Cristo, Soveria Mannelli, Rubbettino, 1990.
- La solitudine del samaritano. Una parabola per l'oggi, Roma, Theoria, 1993. ISBN 88-241-0321-9.
- Farete riposare la terra. Lettera aperta per un Giubileo possibile, Roma, EdUP, 1996. ISBN 88-86268-26-2.
- Merda. Note di teologia delle cose ultime, Roma, EdUP, 1997. ISBN 88-86268-32-7.
- Giobbe, l'ultima tentazione, Roma, Com nuovi tempi, 1997.
- Lo strappo nel cielo di carta. Riso, fecondità, cibo: note di teologia delle cose ultime, Roma, EdUP, 1999. ISBN 88-86268-63-7.
- Il valore dei valori. Il processo dell'educazione e la formazione della persona, con Francesco Florenzano e Salvatore Natoli, Roma, EdUP, 1999. ISBN 88-86268-71-8.
- Le ombre di Wojtyla, con Mario Alighiero Manacorda, Roma, Editori Riuniti, 1999. ISBN 88-359-4801-0.
- Anche il cielo è di Dio. Il credito dei poveri, Roma, EdUP, 2000. ISBN 88-86268-92-0.
- La donna e il cerchio, Roma, Com nuovi tempi, 2001.
- Ofelia e le altre, Roma, Datanews, 2001. ISBN 88-7981-162-2.
- La morte condivisa. Nuovi contesti per l'eutanasia, Roma, EdUP, 2002. ISBN 88-8421-049-6.
- La solitudine del samaritano, ovvero L'elogio della compassione, Roma, ICONE, 2002. ISBN 88-87494-26-6.
- Eutanasia. Pragmatismo, cultura, legge, Roma, EdUP, 2004. ISBN 88-8421-097-6.
- Del rigore e della misericordia, Soveria Mannelli, Rubbettino, 2005. ISBN 88-498-1198-5.
- Autobiografia di un cattolico marginale, Soveria Mannelli, Rubbettino, 2014, ISBN 978-88-498-39604-7.
- Opere

I, Le cose divine. Omelie (1970-73), Il posto della fede (1977), Roma, EdUP, 2006. ISBN 88-8421-130-1.
II, I beni comuni. La terra è di Dio (1973), Farete riposare la terra (1996), Anche il cielo è di Dio (2000), Roma, EdUP, 2006. ISBN 88-8421-162-X.
IV, La donna e il cerchio spezzato. La donna e il cerchio (2001), Ofelia e le altre (2002), Roma, EdUP, 2010. ISBN 978-88-8421-220-7.